# Ахмедов Гаджі Ахмед-огли
Гаджі Ахмедов (азерб. Hacı Əhmədov, нар. 23 листопада 1993, Баку) — азербайджанський футболіст, захисник клубу «Карабах» та національної збірної Азербайджану.

## Клубна кар'єра
У дорослому футболі дебютував 2009 року виступами за «Баку», в якому провів два сезони, взявши участь лише у 3 матчах чемпіонату.
Влітку 2011 року став гравцем «Сумгаїта». Відіграв за сумгаїтську команду наступний сезон своєї ігрової кар'єри. Більшість часу, проведеного у складі «Сумгаїта», був основним гравцем захисту команди.
У червні 2012 року, під час літнього трансферного вікна, підписав дворічний контракт з агдамським «Карабахом». Відтоді встиг відіграти за команду з Агдама 25 матчів в національному чемпіонаті і в сезоні 2013-14 виграти перше в своїй кар'єрі національне чемпіонство.

## Виступи за збірну
2012 року дебютував в офіційних матчах у складі національної збірної Азербайджану. Наразі провів у формі головної команди країни 2 матчі.

## Титули і досягнення
- Чемпіон Азербайджану (1):

«Карабах»: 2013-14
- Володар Кубка Азербайджану (1):

«Баку»: 2009-10